# قرار مجلس الأمن التابع للأمم المتحدة رقم 1806
قرار مجلس الأمن التابع للأمم المتحدة رقم 1806، المتخذ بالإجماع في 20 مارس 2008.

## القرار
وإذ شدد مجلس الأمن على أهمية اتباع نهج شامل في مواجهة التحديات التي تواجه أفغانستان، وأكد من جديد دعمه للبلد حكومةً وشعباً، ومدد ولاية مهام حفظ السلام للأمم المتحدة لمدة عام.
وأصدر المجلس تعليماته إلى بعثة الأمم المتحدة لتقديم المساعدة إلى أفغانستان بقيادة الجهود المدنية الدولية من أجل القيام، من بين مهام أخرى، بتعزيز الدعم الدولي المتسق للحكومة الأفغانية والالتزام بمبادئ اتفاق أفغانستان؛ تعزيز التعاون مع القوة الدولية للمساعدة الأمنية؛ ومن خلال تواجد موسع في جميع أنحاء البلاد، توفير التوعية السياسية.
علاوة على ذلك، بموجب القرار، ستدعم البعثة الجهود المبذولة لتحسين الحوكمة وسيادة القانون ومكافحة الفساد؛ لعب دور تنسيقي مركزي لتسهيل إيصال المساعدات الإنسانية؛ تعزيز حقوق الإنسان؛ والمساعدة في العملية الانتخابية، ولا سيما من خلال اللجنة الانتخابية الأفغانية المستقلة.
ودعا المجلس الشركاء الأفغان والدوليين إلى التنسيق مع البعثة في تنفيذ ولايتها وفي جهودها لتعزيز أمن وحرية تنقل موظفي الأمم المتحدة والأفراد المرتبطين بها في جميع أنحاء البلد.
وشدد المجلس على أهمية تعزيز وتوسيع وجود بعثة الأمم المتحدة لتقديم المساعدة إلى أفغانستان ووجود برامج الأمم المتحدة الأخرى في المقاطعات، وشجع الأمين العام على الانتهاء من الترتيبات اللازمة لمعالجة المسائل الأمنية ذات الصلة.

## روابط خارجية
- نص القرار في undocs.org